# 방광암
방광암(膀胱癌)은 방광에서 발생하는 상피 악성 종양이다. 증상으로 혈뇨 등이 발생한다. 흡연이 주요 원인으로 보인다. 표재성 종양의 최소한의 치료는 내시경적 완전절제이다. 근육충을 첨범하는 질환의 경우는 원발암의 치료와 미세전이암 치료를 위한 전신 항암요법으로 나뉠 수 있다. 또한 강아지에게도 걸리기가 쉬운 치명적인 질병 중의 하나이다. 강아지 방광암도 상술한 바와 같이 간접 흡연, 살충제, 제초제 등도 방광암을 일으키는 이유 역시 될 수도 있다.

## 같이 보기
- 개와 고양이의 방광암
- 혈뇨
- 방광염